# سیبنباخ
سیبنباخ (به آلمانی: Siebenbach) یک شهر در آلمان است که در ماین-کبلنتس واقع شده‌است. سیبنباخ ۲۱۶ نفر جمعیت دارد.